# Tachydromia umbrarum
Tachydromia umbrarum är en tvåvingeart som beskrevs av Alexander Henry Haliday 1833. Tachydromia umbrarum ingår i släktet Tachydromia och familjen puckeldansflugor. Arten är reproducerande i Sverige. Inga underarter finns listade i Catalogue of Life.